# 杵島直美
杵島直美（きじまなおみ、1954年1月8日 - ）は、日本の料理研究家。東京都出身。

## 人物
- 母は料理研究家の村上昭子、息子は料理研究家のきじまりゅうたである。
- 成城大学文芸学部卒業後、会社勤めを経て、母の村上昭子のアシスタント兼マネージャーを経て、母と同様料理研究家として独立した。その後、テレビ・雑誌・新聞のメディアだけでなく、各料理教室の講師として活躍している。
- 母と料理本の共著を多く出している。

## 著書
- 『母、村上昭子から教えてもらった大切な家庭料理』（2008年、青春出版社）
- 『食費を減らす365日節約おかず』（2008年、泉書房）
- 『気軽な保存食:初めての少量手作り』（2007年、女子栄養大学出版部）母親の村上昭子との共著
- 『村上昭子と杵島直美の漬物じょうず』（NHKきょうの料理シリーズ）（2006年、日本放送出版協会）母親の村上昭子との共著
- 『つくりたい！人気おかず』（主婦の友 新実用BOOKS）（2005年、主婦の友社）
- 『おいしい漬けもの梅干し&保存食』（2008年、グラフ社）
- 『定食屋さんのごはん』（マイライフシリーズ特集版）（2008年、グラフ社）息子のきじまりゅうたとの共著
- 『ひとり暮らしのおいしい食卓』（マイライフシリーズ特集版）（2003年、グラフ社）
- 『村上昭子・杵島直美のごはん大全科』（マイライフシリーズ特集版）（2001年、グラフ社）母親の村上昭子との共著
- 『梅干し・梅酒・梅料理の大全科』（マイライフシリーズ特集版）（1999年、グラフ社）
- 『和食のべんとう』（マイライフシリーズ特集版）（1999年、グラフ社）
- 『伝統の味・新しい味 煮ものの本』（マイライフシリーズ特集版）（1998年、グラフ社）
- 『とことん食材を使いきるアイデア料理:廃棄率ゼロの台所』（マイライフシリーズ特集版）（1998年、グラフ社）母親の村上昭子との共著
- 『鍋とフライパンの同時並行料理』（マイライフシリーズ）（1995年、グラフ社）
- 『忙しい子どもの夕食と夜食』（マイライフシリーズ）（1993年、グラフ社）
- 『エコロジー料理』（マイライフシリーズ）（1992年、グラフ社）母親の村上昭子との共著
- 『通勤べんとう』（マイライフシリーズ）（1992年、グラフ社）
- 『冷凍フリーザーの活用』（マイライフシリーズ）（1989年、グラフ社）
- 『園児のスピードお弁当』（ニュー・ライフ・ブックス）（1989年、文化出版局）
- 『はじめての定番洋食』（レディブティックシリーズ）（1997年、ブティック社）
- 『村上さんちは毎日手作り』（まあるい食卓シリーズ）（1998年、学研ホールディングス）母親の村上昭子との共著
- 『村上さんちは毎日手作り』（1996年、学研ホールディングス）母親の村上昭子との共著
- 『おふくろの味ママの味』（主婦の友 生活シリーズ Comoお料理ノート）（1995年、主婦の友社）母親の村上昭子との共著
- 『人気の煮もの献立 覚えておきたい、おふくろの味』（Miss books)（1992年、世界文化社）母親の村上昭子との共著

ほか

## テレビ出演
- きょうの料理（NHK）